# إدوارد صوما
إدوارد فيكتور صوما (6 تشرين الثاني 1926 - 1 كانون الأول 2012) وهو موظف مدني لبناني شغل منصب المدير العام لمنظمة الأغذية والزراعة للأمم المتحدة (الفاو) لمدة ثلاث فترات متتالية منذ عام 1976م إلى عام 1993م.

## الوظيفة المبكرة
بعد الانتهاء من دراساته في المدرسة الوطنية للزراعة في مونبلييه في فرنسا عام (1949-1952)، شغل سوما منصب مدير المركز التجريبي الزراعي في سهل البقاع في لبنان في الفترة الممتدة من (1952-1962)، كما عين نائباً للممثل الإقليمي لمنظمة الأغذية والزراعة لآسيا والشرق الأقصى الشرق في الفترة الممتدة من (1962-1965)، ثم مديراً لقسم تنمية الأراضي والمياه في منظمة الأغذية والزراعة في الفترة الممتدة من (1965-1975)، ثم المدير العام لمنظمة الأغذية والزراعة الفاو.

## مجموعة كامبرلي تحاول إزاحة صوما
قامت الدول التي أرادت أن تزيح صوما لتحل محله في انتخابات عام 1987 بتنسيق استراتيجيتها في اجتماعات سرية لما يعرف باسم مجموعة كامبرلي، بعد ذلك تم عقد الاجتماع الأول في أحد البلدات في انكلترا وكان الأعضاء الأصليون في المجموعة هم أستراليا وبريطانيا وكندا والدنمارك وفنلندا وألمانيا الغربية واليابان وهولندا والنرويج والسويد وسويسرا. في البداية تم استبعاد الولايات المتحدة من ذلك الاجتماع بسبب الدعم القوي الذي قدمه سفيرها ميليسنت فينويك (عضو سابق في الكونغرس) لصوما، وتبين أن الجهد الذي تم بذله كان بدون فائدة ليتم انتخاب صوما مرة جديدة.

## انجازاته وإرثه العملي
تميزت فترته في منظمة الأغذية والزراعة بدعمها لبلدان العالم الثالث، ومحاولته للاستقلال في دعم البلدان المانحة الرئيسية كالولايات المتحدة وكندا وأستراليا قدر الإمكان، ومبادراته العديدة [بحاجة لمصدر]. ومع ذلك يعتبر الكثير من خبراء الأغذية أن صوما كان أكثر نجاحاً في مجال عمل المنظمة المهتم بمكافحة الجوع في العالم.
تم تقييم قيادة صوما المثيرة للجدل من خلال رسالة غير سرية من وزارة الخارجية إلى المناصب الدبلوماسية الأمريكية التي ذكرت صوما: لقد قام بعمل ممتاز في إدارة المنظمة والحفاظ على الانضباط الداخلي للبرنامج. لقد زاد قدرة (F.A.O) على تقديم المساعدة التقنية وتعزيز نظام الإنذار المبكر تحت قيادته، كما خفضت (F.A.O) بشكل ثابت نسبة ميزانيتها المخصصة للنفقات الإدارية.
ومع ذلك فقد فقدت المنظمة تحت قيادة صوما حصة كبيرة من الدعم من برنامج الأمم المتحدة الإنمائي ومن العديد من الدول الصناعية. وقد أدى ذلك إلى سحب صوما لممثلي المنظمة القطريين من مكاتب برنامج الأمم المتحدة الإنمائي في جميع أنحاء العالم وإنشاء مكاتب منفصلة للمنظمة؛ كان رد فعل البرنامج الإنمائي هو تنفيذ مشاريعه الزراعية، بدلاً من تمويل تنفيذها من قبل المنظمة، كما وجه الصوما إدارة مصايد الأسماك في المنظمة إلى تركيز الجهود والدعاية على تعزيز ودعم المناطق الاقتصادية حصراً والتي يبلغ طولها حوالي 200 ميل للدول الساحلية، مما أدى بذلك إلى استبعاد أو زيادة التكاليف التشغيلية لأساطيل الصيد في المياه البعيدة.
وكانت النتيجة الحد بشكل كبير من مشروعات مصايد الأسماك التي تمولها الدول المانحة في المنظمة. كما رفع الصوما عدد الموظفين الفنيين بشكل كبير من البلدان النامية على حساب المهنيين من الفنيين المتقدمين، مما أدى إلى انخفاض معين في مستوى الخبرة والخبرات العامة للمنظمة.
تقديراً لدوره الحاسم، أنشأ مؤتمر المنظمة في تشرين الثاني 1993 جائزة إدوار صوما.

## الأوسمة والتتويجات
حصل صوما على العديد من الجوائز والأوسمة:
1. وسام الأرز الوطني (لبنان)
2. جائزة سعيد عقل (لبنان)
3. فارس الاستحقاق أجريكول (فرنسا)
4. درجة قائد دي لا سام جوقة الشرف (فرنسا)
5. كافاليير دي جران كروس (إيطاليا)
6. الضابط الكبير DE L'الهيئة الوطنية (تشاد)
7. الضابط الكبير دي لأوردر دو فولتا (غانا)
8. جراند كروا دي I'Ordre الوطني للهوت فولتا (بوركينا فاسو)
9. جراند كروا الاستحقاق أجريكول (اسبانيا)
10. قائد فارس وسام الاستحقاق (اليونان)
11. أجل ديل Merito الزراعية (كولومبيا)
12. غران كروز دي لا سام ناسيونال آل الذقني (كولومبيا)
13. غران الرسمية دي سام دي فاسكو دي بالبوا Nuiiez (بنما)
14. وسام أجريكولا Merito الله (بيرو)
15. وسام الاستحقاق
16. وسام الاستحقاق دو (موريتانيا)
17. الضابط الكبير دي I'Ordre دي لا ريبابليك (تونس)
18. الضابط الكبير دي I'Ordre الوطنية (مدغشقر)
19. غران أوردن دي ريو برانكو (البرازيل)
20. باندا أكويلا أزتيكا (المكسيك)
21. غراند كروا اندريس بيلو (فنزويلا)

## الدكتوراه الفخرية
1. جامعة غيمبلو (بلجيكا)
2. جامعة العلوم الزراعية بجودولا (هنغاريا)
3. جامعة كيزفيلي (المجر)
4. جامعة البنجاب الزراعية (الهند)
5. جامعة جاكرتا (اندونيسيا)
6. جامعة بولونيا (إيطاليا)
7. جامعة فلورنسا (إيطاليا)
8. جامعة سيول (جمهورية كوريا)
9. جامعة - ناسيونال أوتونوما (نيكاراغوا)
10. جامعة فيصل آباد الزراعية (باكستان)
11. جامعة ناسيونال أغاريا لا مولينا (بيرو)
12. جامعة لوس بايوس (الفلبين)
13. جامعة وارسو (بولندا)
14. جامعة أوروغواي
15. جامعة براغ الزراعية (تشيكوسلوفاكيا)
16. معهد تروبيكال وسوس تروبيكال (تشيكوسلوفاكيا)
17. الجامعة الكاثوليكية الأمريكية، واشنطن العاصمة (الولايات المتحدة الأمريكية)
18. جامعة مونبلييه (فرنسا)
19. معهد سوبسيادس أغروبكوارياس دي لا هابانا (كوبا)
20. جامعة منغوليا

## وصلات خارجية
- إدوارد صوما على موقع مونزينجر (الألمانية)